# Shidaisaurus
Shidaisaurus – rodzaj teropoda z grupy tetanurów żyjącego w środkowej jurze na terenie współczesnych Chin.
Opisany został w oparciu o niekompletny szkielet nieobejmujący większości kręgów ogonowych, żeber, kości obręczy barkowej oraz kości kończyn (LDM-LCA 9701-IV). Brak także przedniej części czaszki oraz żuchwy, mogą one jednak znajdować się pod szkieletem zauropoda, w pobliżu którego odnaleziono holotyp. Lewa kość łonowa mierzy 62 cm długości, podobnie jak kość biodrowa, przy czym odnaleziony osobnik w chwili śmierci prawdopodobnie nie był w pełni dojrzały. Autorzy opisu zwracają uwagę na podobieństwo Shidaisaurus do siuanhanozaura, gazozaura, syczuanozaura, czuandongocelura, monolofozaura i Sinraptoridae, jednak nie podają dokładniejszej systematyki rodzaju, stwierdzają jedynie, że jest to bazalny przedstawiciel Tetanurae. Według Wu i współpracowników Shidaisaurus to z pewnością nieznany wcześniej teropod. Nieobecność pleuroceli w obrotniku, będąca u teropodów cechą plezjomorficzną, może dowodzić, że Shidaisaurus jest prymitywniej zbudowany niż teropody takie jak Sinraptor, jangczuanozaur, lub przypisywane wcześniej do „Szechuanosaurus”. Dokładniejsze ustalenie pozycji systematycznej Shidaisaurus będzie możliwe po przeprowadzeniu dokładniejszych analiz filogenetycznych. Zdaniem Rogera Bensona może być on najwcześniejszym znanym allozauroidem.
Gatunkiem typowym rodzaju jest Shidaisaurus jinae. Jego nazwa pochodzi od firmy Jin-Shidai, będącej właścicielem „parku jurajskiego” w powiecie Lufeng, w pobliżu miejsca odkrycia holotypu. Chińskie słowo shidai oznacza ponadto „czas”, „erę”, „epokę”, zaś Jin – „złoto”.